# Division du travail
 (janvier 2016).
- Si vous ne connaissez pas le sujet, laissez ce bandeau (vous pouvez alors contacter les auteurs).
- Si vous supprimez le contenu mis en cause (vous pouvez préalablement contacter les auteurs),

argumentez précisément cette suppression dans la page de discussion
(un manque de référence n'est pas un argument ; une recherche réelle de référence doit avoir été effectuée, être formellement documentée).
L'expression division du travail aurait été créée au XVIIIe siècle par Bernard Mandeville (ou de Mandeville), dans sa Fable des abeilles, où il analyse, « de façon spirituelle et pénétrante », de nouveaux aspects du fonctionnement réel de la société.
La division du travail renvoie à plusieurs notions distinctes mais complémentaires : la division sociale du travail, la division sexuelle, la division technique du travail et la division internationale du travail.

## Genèse du concept

### Temps anciens
La division du travail dans les sociétés humaines a des origines très lointaines :

#### Révolutionnéolithique
Au Proche-Orient, le développement quasi simultané de l’agriculture et de l’élevage, combiné avec l'essor démographique qui en résulte, déclenchent une transition progressive caractérisée par un partage du travail et une spécialisation des tâches.
Environ 8 000 ans av. J-C, un climat plus sec et parfois aride entraîne la raréfaction des animaux et du gibier. Cette diminution des ressources alors que la pression démographique est forte contraint les hommes à innover pour survivre. Un contexte particulièrement favorable se constitue avec la sédentarisation de populations dans une région de zones de pluie très propice à la culture du sol, appelée « Croissant fertile » (Plateaux et plaines qui s’étendent de l’Inde à la mer Méditerranée, avec pour épicentre le Kurdistan et l’Irak actuels).
- D'où l'apparition de l'activité l'agricole et de l'élevage des animaux.
- D'où leur amélioration (irrigation, traction animale, roue et travail des métaux)
- D'où les premières formes de spécialisation des individus, puis de groupes d'individus, avec la naissance de nouvelles innovations (monnaie, écriture, architecture), la structuration et la mise en place du concept du Droit en général et de la « propriété » en particulier et le développement des échanges commerciaux…
- D'où l'apparition de la notion de surplus :

« […] Il fallait mettre de côté une partie de la récolte pour semer à la saison suivante et s'assurer que personne ne mange les réserves. Les premiers semis ont dû être effectués autour des maisons. Mais ensuite ils [les hommes] ont cherché d'autres endroits privilégiés : clairières, alluvions de cours d'eau qui débordent chaque année… Il a donc fallu imposer un droit de propriété sur la récolte, au beau milieu de la nature. Là où, précédemment, tout le monde avait le droit de cueillir. Ce qui a dû être le plus difficile à inventer, ce n'est pas l'agriculture, c'est la société qui allait avec »

— Jean-Marie Pelt, Marcel Mazoyer, Théodore Monod, Jacques Girardon.
Ces mutations vont de pair avec d'importants changements sociaux dont une stratification des populations et la formation de la pyramide du pouvoir hiérarchique. Elles préfigurent la future organisation des premières grandes cités de l'Histoire qui voient le jour quelques millénaires plus tard.

### Code de Hammurabi
Le Code de Hammurabi — environ 1750 av. J.-C — fait apparaître l'existence de différents corps de métiers. Si quelqu'un engage un artisan, par jour :
- comme salaire d'un [ ] il remettra 5 še d'a[rg]ent,
- comme salaire d'un [cor]dier 5 [šed'arg]ent,
- [comme salaire d'] un travailleur du lin [x še] d'argent,
- [comme salaire d'] un graveur de sceau [x še d'argent,
- [comme salaire d'] un fabricant d'arc [x še d'argent,
- [comme salaire d'] un fondeur de métal [x še d'argent,
- [comme salaire d'] un travailleur du bois 4 (?) še d'argent,
- comme salaire d'un travailleur du cuir [x] še d'argent,
- [comme sa]laire d'un travailleur du roseau [x] še d'argent,
- [comme salaire d'] un maçon [x še d'ar]gent

#### Culture indo-européenne
Georges Dumézil, en étudiant les cultures et mythologies indo-européennes, montre que les sociétés anciennes sont très tôt explicitement structurées en trois groupes cohérents d'individus :
1. ceux qui sont forts par l'intelligence ;
2. ceux qui sont forts par le courage et la vaillance au combat ;
3. ceux qui sont riches de leur bétail.

Il rapproche ainsi la division en trois catégories de la société en Inde, de celle retrouvée en Iran ancien, et de celle existant à Rome, où le collège des Flamines (prêtres romains) entretient le culte des trois dieux majeurs (Jupiter, Mars et Quirinus), dont les caractères correspondent aux trois fonctions fondamentales : fonction de commandement et de sacré, fonction de la force guerrière et fonction de la fécondité.
Il formalise ainsi la thèse de la répartition tri-fonctionnelle (souveraineté et religion, guerre, production). Tripartition qui se retrouve dans le vocabulaire, l'organisation sociale et le corpus légendaire de tous les peuples indo-européens, pourtant répartis sur des millions de kilomètres carrés.
Ainsi en Europe, la société médiévale est divisée en oratores, ceux qui prient (le clergé), bellatores, ceux qui combattent (la noblesse) et laboratores, ceux qui travaillent (les agriculteurs, artisans et commerçants). Distinction qui perdure en France jusqu'en 1789 avec l'organisation des trois ordres que sont le Clergé, la Noblesse, et le Tiers-État.
Ainsi la société indienne est divisée en brahmanes (prêtres, enseignants et professeurs), en kshatriyas (roi, princes, administrateurs et soldats), et en castes productives, qui se subdivisent en vaishyas (artisans, commerçants, hommes d'affaires, agriculteurs et bergers) et shoûdras (serviteurs).

#### Antiquité grecque

##### Platon
Platon est l'un des premiers philosophes à avoir remarqué qu'au niveau de la société, « on fait plus et mieux et plus aisément, lorsque chacun ne fait qu'une chose, celle à laquelle il est propre ».
« La société est un regroupement d'individus qui trouvent avantage à vivre ensemble parce que cela leur permet de diviser entre eux les tâches et de se spécialiser de plus en plus dans l'exercice d'une activité déterminée. Ainsi apparaissent les divers métiers, puis le commerce intérieur et extérieur ». Dans La République, (la formation de la Cité), Platon décrit le regroupement volontaire d'individus ayant des besoins à satisfaire, mais ne pouvant tous les satisfaire eux-mêmes, tels que se nourrir, se vêtir, se loger, qui nécessitent différents savoirs pour labourer, tisser les vêtements, ou encore bâtir les édifices. Même si le terme n'est pas utilisé, Platon donne à voir une « division du travail » issue de la nécessité de satisfaire les besoins qu'un homme seul ne peut pas ou mal satisfaire. La Cité serait la forme d'organisation sociale qui demande et permet tout à la fois l'organisation du travail.
Platon expose que la société est divisée en trois classes : celle des agriculteurs, gens de métiers et commerçants qui assurent la prospérité matérielle, celle des guerriers et des gardiens qui garantissent la sécurité extérieure et intérieure, celle des chefs dont la mission est de diriger l'ensemble social. Or, dit Platon, c'est le hasard plutôt que l'hérédité qui fait les qualités des individus. Par conséquent, il faut procéder à la sélection et à la formation de jeunes citoyens pour qu'ils puissent se répartir entre les différentes fonctions ainsi caractérisées.

##### Xénophon
Xénophon complète cette idée en y ajoutant celle que la division du travail augmente l'efficacité de la production et se trouve favorisée par la taille de la communauté, idée qui sera reprise par Adam Smith sous la forme « la division du travail est limitée par la taille du marché ».

« Au reste, ce n'est pas seulement pour les raisons que je viens d'alléguer que les mets envoyés par le roi font plaisir ; en réalité tout ce qui vient de la table du roi est d'une saveur supérieure. Et l'on ne doit pas s'en étonner ; car de même que les autres métiers sont pratiqués avec plus d'art dans les grandes villes, de même les aliments du roi sont beaucoup mieux apprêtés. Dans les petites villes, en effet, ce sont les mêmes artisans qui fabriquent le lit, la porte, la charrue, la table et qui bâtissent même souvent la maison, bien heureux encore, si avec tant de métiers, ils trouvent assez de clients pour les nourrir. Or il est impossible qu’un homme qui fait plusieurs métiers les fasse tous parfaitement. Dans les grandes villes, au contraire, où beaucoup de gens ont besoin de chaque espèce de choses, un seul métier suffit pour nourrir un artisan, et parfois même une simple partie de ce métier : tel homme chausse les hommes, tel autre, les femmes ; il arrive même qu’ils trouvent à vivre en se bornant, l’un à coudre le cuir, l’autre à le découper, un autre en ne taillant que l’empeigne, un autre en ne faisant autre chose que d’assembler ces pièces. Il s’ensuit que celui qui s’est spécialisé dans une toute petite partie d’un métier est tenu d’y exceller »

— Cyropédie, Livre VIII, chap. 2.

#### Art et technique militaires
L'historien anglais Arnold Toynbee montre dans son ouvrage « Guerre et civilisation » combien la division du travail sans cesse plus poussée de l'infanterie chez les Spartiates (phalange de type spartiate), puis chez les Macédoniens (phalange de type macédonien), puis chez les Romains (plusieurs modes successifs d'organisation et de déploiement de la Légion) explique la supériorité et les succès militaires sur le champ de bataille. Les puissances victorieuses sont le plus souvent celles qui ont su développer — grâce à une division du « travail militaire » supérieure — un avantage tactique dominateur.

### Émancipation du discours scolastique
- Le Discours de la méthode de René Descartes recommande l'usage systématique de la méthode analytique fondée sur une démarche de dissociation et de division : un phénomène complexe peut être découpé en parties élémentaires dont le statut et l'articulation - une fois précisés - autorisent la meilleure compréhension de l'ensemble étudié.
- La doctrine de séparation des pouvoirs prônée par Montesquieu recommande, pour éviter les abus de pouvoir, la différenciation entre tâches législatives, tâches exécutives et judiciaires.
- L'État-Nation naissant se perfectionne. Au-delà du pouvoir du Prince – tel que pouvait le concevoir Machiavel – la capacité d'exercer une action concrète et efficace, au profit de populations plus nombreuses et réparties sur de vastes territoires, conduit à redéfinir et structurer de manière rationnelle les tâches d'administration et de gouvernement. Pour ce faire, les méthodes de division du travail mises au point et pratiquées dans l'art militaire sont transposées. La notion de charge se répand, qui est censée répartir les fonctions et responsabilités aux différents échelons de pouvoir (central ou local).
- Les Corporations se structurent et mettent en place une hiérarchie et les règles (Droits et devoirs) des Métiers, ainsi que la formation et l'avancement des individus en fonction de leur expérience et compétence.

### Réflexions et applications de la division du travail à l'époque moderne
La notion de division du travail donne lieu à de nombreuses applications qui inspirent les réflexions de plusieurs auteurs.

#### XIVe–XVIesiècles
À partir des XIVe et XVe siècles, l'organisation de l'Arsenal de Venise et d'un certain nombre d'autres chantiers navals en Europe à la même époque, montre que des techniques d'organisation du travail sophistiquées permettent d'accélérer le rythme de construction des bateaux.

#### XVIIesiècle
À l'occasion de ses fonctions d'ingénieur militaire, Jean-Sébastien de la Prestre, Marquis de Vauban étudie de façon très précise le système de rémunération utilisé par les entrepreneurs de fortification pour rémunérer les soldats employés aux travaux de terrassement. Sa célèbre « Instruction du 15 juillet 1688 » se fonde sur une étude du rendement des différents postes de travail (« chargeurs », « brouetteurs », etc.) tient compte des différentes natures de terre et comporte des tables de salaire qui doivent assurer aux soldats une juste rémunération pour un rendement satisfaisant. Soit une remarquable analyse de la répartition et du paiement du travail.
Dans son Arithmétique politique (1690), William Petty décrit le phénomène de la division du travail en insistant sur les économies d'échelle. Il affirme que les produits sont de meilleure qualité et moins chers si beaucoup de personnes y travaillent : « Le gain est plus fort quand la manufacture elle-même est plus forte ». Il réalise une étude pratique des chantiers navals hollandais : alors que d'habitude, on ne commence pas un nouveau navire sans que le précédent ne soit terminé, les Hollandais constituent différentes équipes de travailleurs spécialisés qui réalisent chacune les mêmes tâches sur différents bateaux, qui se trouvent être simultanément en voie de construction sur des chantiers parallèles.

#### XVIIIesiècle
Dans La Fable des abeilles (éditée en 1714 et complété en 1729), Bernard de Mandeville utilise, le premier, l'expression « division du travail » (voir Fable 2).

« En divisant et en subdivisant les occupations d'un grand service, en de nombreuses parties, on peut rendre le travail de chacun si clair et si certain qu'une fois qu'il en aura un peu pris l'habitude, il lui sera presque impossible de commettre des erreurs… »

Dans les ouvrages de philosophes tels que David Hume (1711-1776) et Cesare Beccaria (1738-1794), on note que Hume :

« introduit la division des taches dans un passage où il s'interroge sur les fondements de la société. Il l'associe à l'union des forces et à l'aide mutuelle. La division du travail est l'un des moteurs de la constitution de la Société. Elle crée la dépendance : J'ai besoin de l'autre pour travailler… »

Sur le terrain, on note la mise en œuvre de procédés d'organisation du travail conçus pour une meilleure efficacité :
- Dans la Littérature technique : en particulier en 1740, dans le texte de l'Encyclopédie de Diderot et d'Alembert, la Description des Arts et Métiers donne la description de l'organisation de la fabrication d'aiguilles à L'Aigle en Normandie.
- À cette époque, l'industrie horlogère du Jura fonctionne selon le procédé de l'« établissage », selon lequel différentes pièces sont fabriquées par des artisans très spécialisés : répartis sur un large territoire, 150 ouvriers fabriquent les différents composants et participent à la création d'une montre qui est assemblée en bout de processus par « l'établisseur »[9], procédé qui sera perfectionné et mécanisé dans les années 1770-1780 par Frédéric Japy puis ses fils.
- Dans son introduction à l’Art de l'épinglier de Réaumur (1761), Henri Louis Duhamel du Monceau fait ainsi mention de la division du travail[10] :

« Il n’y a personne qui ne soit étonné du bas prix des épingles ; mais la surprise augmentera sans doute quand on saura combien de différentes opérations, la plûpart fort délicates, sont indispensablement nécessaires pour faire une bonne épingle. Nous allons parcourir en peu de mots ces opérations pour faire naître l’envie d’en connoître les détails ; cette énumération nous fournira autant d’articles qui feront la division de ce travail. »

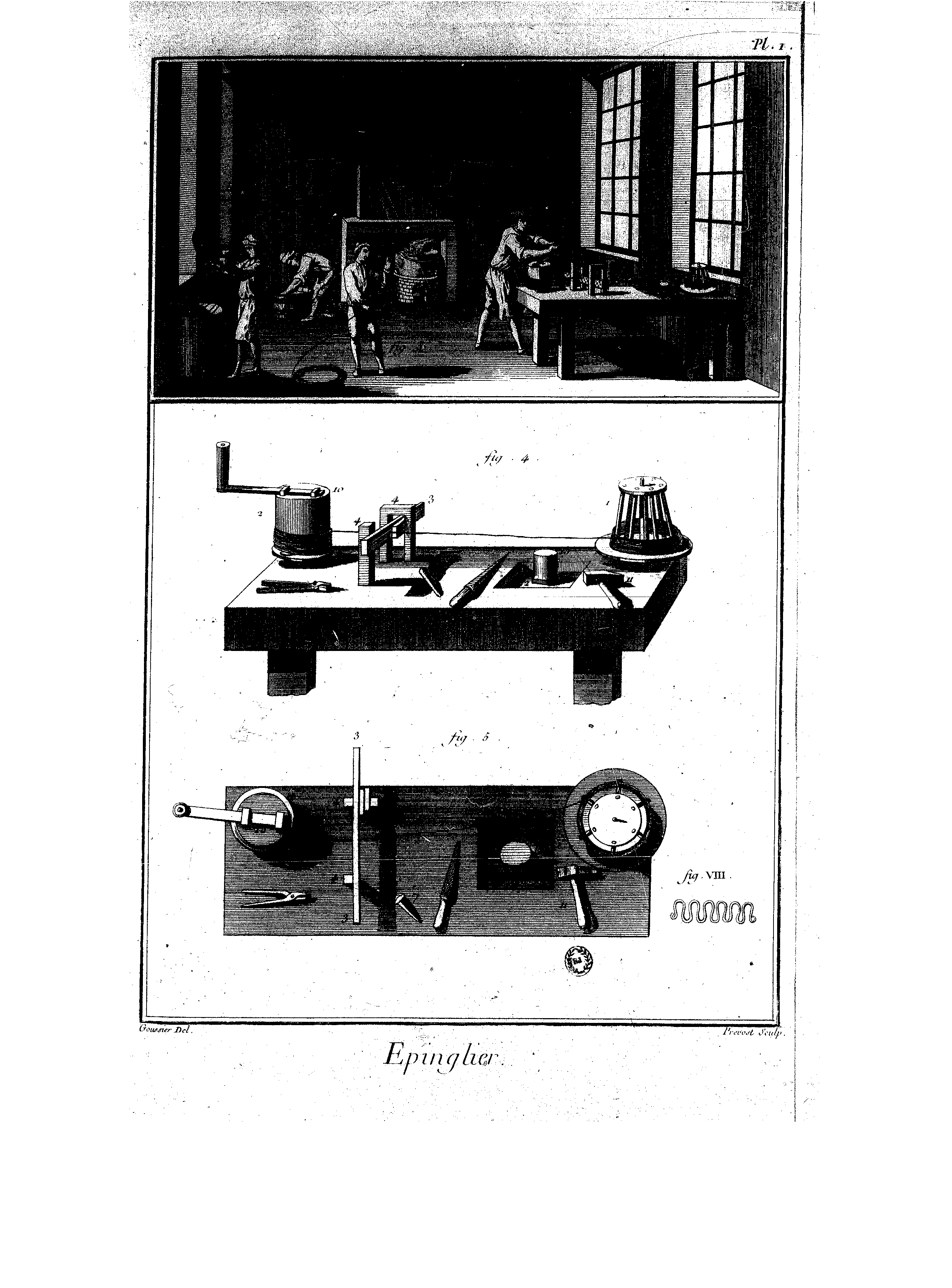
Illustration de l'Encyclopédie pour l'article Épinglier dont la description a inspiré le concept de division du travail

Dès le milieu du XVIIIe siècle, Jean-Jacques Rousseau pose la question de la limite de la division et de la mécanisation du travail. « Les arts ne se perfectionnent qu'en se subdivisant et en multipliant à l'infini les techniques : à quoi cela sert-il d'être un être sensible et raisonnable, c'est une machine qui en mène une autre. »
En 1776, l'économiste Adam Smith dans son ouvrage Richesse des nations reprend à la fois l'expression mais aussi l'exemple de la fabrication d'épingles. S'inspirant de l'Encyclopédie[source secondaire souhaitée], il décrit la « division technique du travail » à l'œuvre dans une manufacture d'épingles au sein de laquelle les tâches ont été parcellisées et spécialisées entre les ouvriers, source d'une plus grande productivité.
Certains, comme Mathiot, pensent que la division du travail vue par Smith est « la matrice de construction d'un nouveau concept du sujet économique, représenté comme autonome à la fois dans sa pratique et dans son évaluation » : elle n'est plus conçue « comme l'inévitable subordination du sujet économique à un ordre qui lui assigne sa place… ». Smith, à la différence de Platon et de Taylor, ne s'inscrirait pas dans une vision inégalitaire des hommes. « Dans la réalité, la différence des talents naturels entre les individus est bien moindre que nous ne le croyons, et les aptitudes si différentes qui semblent distinguer les hommes des diverses professions quand ils sont parvenus à la maturité de l'âge, n'est pas tant la cause que l'effet de la division du travail, en beaucoup de circonstances. La différence entre les hommes adonnés aux professions les plus opposés, entre un philosophe, par exemple, et un portefaix, semble provenir beaucoup moins de la nature que de l'habitude et de l'éducation. ».
Pourtant, Smith est conscient des effets néfastes d’une division accrue du travail : « L'homme qui voue sa vie entière à effectuer quelques rares opérations simples, desquelles les effets sont peut-être toujours les mêmes ou très semblables, n'a pas d'occasion de pratiquer sa compréhension ou d'exercer son inventivité à trouver des opportunités à dissiper des difficultés qui ne surviennent jamais. Il perd naturellement, dès lors, l'habitude de telles pratiques et, généralement, devient aussi stupide et ignorant qu'il est possible à une créature humaine de devenir. La torpeur de son esprit le rend non seulement incapable de goûter ou supporter un parti dans quelque conversation rationnelle que ce soit ou de concevoir ne serait-ce qu'un sentiment généreux, noble ou tendre, mais aussi, en conséquence, de former un jugement juste concernant plusieurs, même des plus ordinaires, tâches de la vie privée ».
L’individu devient alors incapable de former un « jugement moral », tel qu’il est décrit dans la Théorie des sentiments moraux. Pour empêcher cela, Smith recommande une intervention du gouvernement, pour prendre en charge l’éducation de la population.
Jean-Louis Peaucelle, professeur de gestion à l'IAE de l'université de La Réunion, après avoir confronté Adam Smith à ses propres sources et réalisé une présentation critique de tous les textes ayant traité des méthodes de fabrication, soutient que :
- les avantages de la spécialisation sont en réalité connus depuis l'Antiquité ;
- les sources de l'économiste écossais ont été en réalité plus larges (en particulier l'Encyclopédie de Diderot et D'Alembert) ;
- Smith exagère considérablement la portée de la division du travail ;
- Smith considère à tort que le machinisme est une conséquence de la division du travail.

#### XIXesiècle
En 1832, Charles Babbage, mathématicien et théoricien de l’organisation industrielle britannique, élargit, dans son ouvrage Traité de l'économie des machines et des manufactures, la théorie de la division du travail proposée par Adam Smith en faisant valoir que, pour mener à bien certaines entreprises, les forces d'un seul homme ne suffisent pas, en raison de l'inégalité innée des hommes en ce qui concerne leur aptitude à accomplir des travaux de nature diverse et de l'inégale distribution dans le monde des facteurs de production naturels, autres qu'humains. Il considère également que la spécialisation s'impose aussi bien au travail intellectuel qu'au travail manuel.
En 1840, Alexis de Tocqueville prédit dans son Livre De la démocratie en Amérique, les conséquences du principe de la division du travail :

« Une théorie industrielle plus puissante que les mœurs et les lois l'a attaché à un métier, et souvent à un lieu qu'il ne peut quitter. Elle lui a assigné dans la société une certaine place dont il ne peut sortir. Au milieu du mouvement universel, elle l'a rendu immobile. […] Tandis que l'ouvrier ramène de plus en plus son intelligence à l'étude d'un seul détail, le maître promène chaque jour ses regards sur un plus vaste ensemble, et son esprit s'étend en proportion que celui de l'autre se resserre. Bientôt il ne faudra plus au second que la force physique sans l'intelligence; le premier a besoin de la science, et presque du génie pour réussir. L'un ressemble de plus en plus à l'administrateur d'un vaste empire, et l'autre à une brute. »

En 1867, dans Le Capital, Karl Marx étudie, lui aussi, la division technique du travail, mais pour davantage analyser les effets sociologiques et politiques comme l'exploitation du « surtravail » des prolétaires, « l'aliénation du travail ». Pour le marxisme et d'autres courants sociologiques, la division du travail — constitutive du capitalisme — est aliénante.
Marx précise que la division du travail diffère selon le mode de production social dans lequel elle a lieu :
Elle varie dans le temps : la division du travail dans une manufacture d'autrefois est tout à fait différente de celle de l'atelier industriel d'aujourd'hui.
Elle varie dans l'espace : la division du travail dans un atelier, une usine diffère grandement de celle qui existe dans la société.
Dans un atelier, elle concerne la réunion de travailleurs dans un lieu commun, soit une concentration de moyens de production et de travailleurs appelés à fournir un produit collectif : on coopère pour la réalisation en commun d'un produit.
Dans la Société, elle concerne un ensemble d'activités productives qui appartiennent à des capitaux différents : on échange les marchandises et on se concurrence pour les placer.
La logique n'est pas identique : la première renvoie à l'organisation du travail collectif, qui prime. La seconde renvoie à la loi du marché, la loi de la concurrence, qui prévaut.

#### XXesiècle

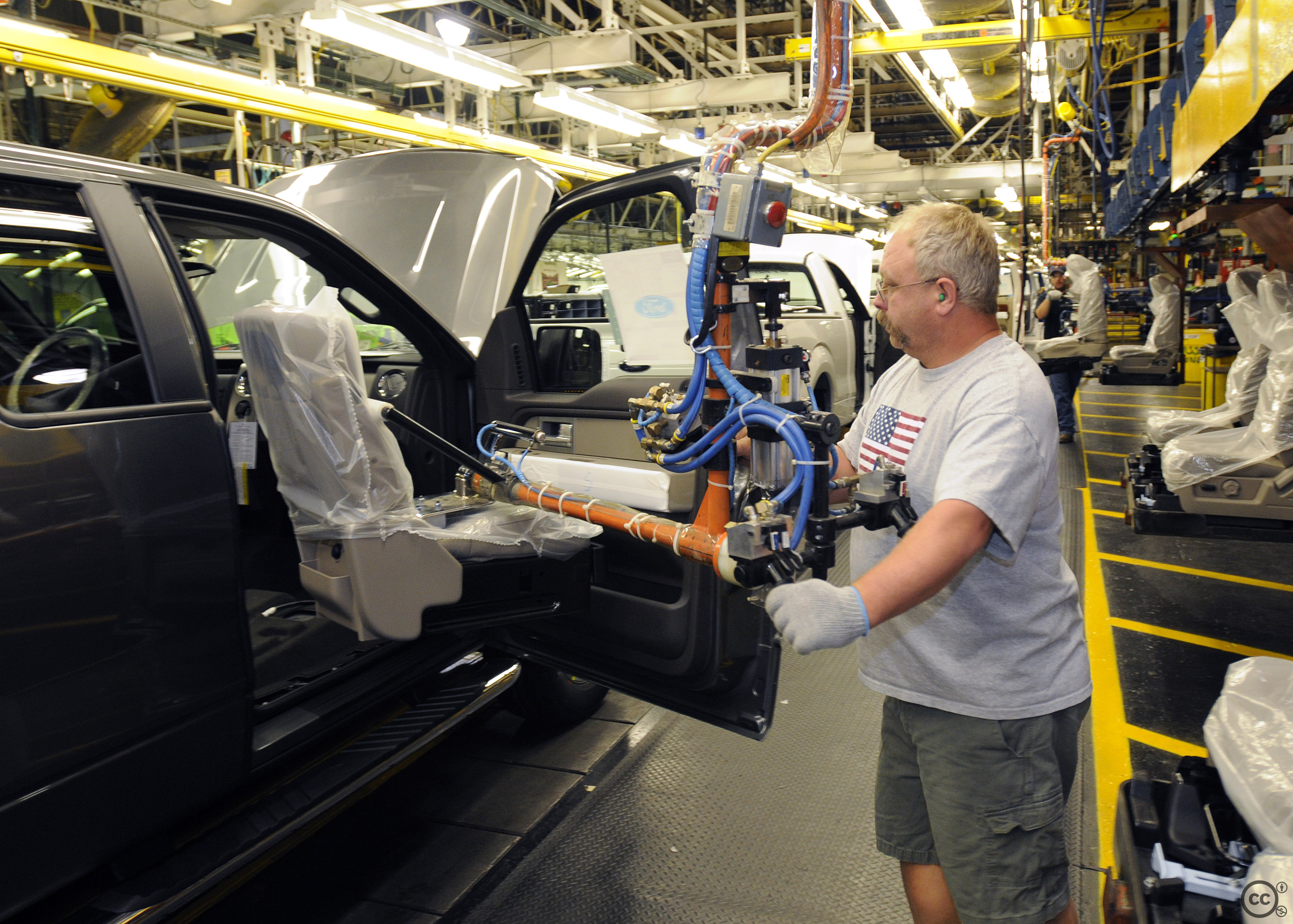
Chaîne d'assemblage automobile dans le Kansas

Henri Fayol, ingénieur des mines et ancien dirigeant des houillères, préconise des principes susceptibles, selon lui, de clarifier le travail de l'encadrement et la structure des entreprises pour en accroitre l'efficacité. Pour ce faire, il propose de :
- décomposer les tâches de gestion en plusieurs étapes : « Prévoir, Organiser, Commander, Coordonner, Contrôler » ;
- individualiser les fonctions de Direction : Production, Commercial, Administration, Sécurité…
- coordonner cette répartition par une fonction d'« Administration générale » (l'ancêtre de la « Direction générale » d'aujourd'hui).

Au début du XXe siècle, la notion est revisitée pour s'inscrire dans ce qui veut être l'OST (Organisation scientifique du travail).
Ainsi Frederick Winslow Taylor, en réaction au manque de rigueur constaté dans les ateliers de son entreprise, va préconiser de mettre fin aux pratiques spontanées héritées de l'artisanat et des mentalités corporatistes. Pour ce faire, il propose de systématiser l'application du principe de l'organisation du travail selon deux axes :
- division horizontale du travail : soit répartir clairement les tâches entre ateliers, et entre postes de travail avec des limites précises qui interdisent les recouvrements et querelles de compétence ;
- division verticale du travail : soit répartir fermement les responsabilités entre ceux (ingénieurs et direction) qui déterminent les règles selon lesquelles le travail doit être fait et ceux (ouvriers) qui doivent désormais se consacrer à leur stricte exécution.

D'autres auteurs comme Alain Touraine étudient d'un point de vue plus sociologique les conséquences de l'évolution de la division du travail sur les postes ouvriers.
Cette division conduira ensuite au concept d'Unité d'œuvre.

#### XXIesiècle
De nos jours, l'aspect « division internationale du travail » ne cesse de prendre de l'importance avec le processus de mondialisation et de globalisation productive.

## Modalités d'application de la division du travail

### Division sociale du travail
La division sociale du travail existe à l'intérieur des sociétés aussi bien humaines qu'animales. Elle constitue même l'un des principes fondamentaux de leur organisation.
C'est le thème général traité par exemple dans le célèbre essai d'Émile Durkheim, La Division du travail social, qui étudie la répartition des activités productives, entre des groupes spécialisés dans des activités complémentaires. Pour Émile Durkheim, la « division du travail social » (De la division du travail social, 1893) est un phénomène social plus qu'économique. En résumé, Durkheim distingue :
- les sociétés traditionnelles (sociétés premières, communautés villageoises) où se manifeste une solidarité mécanique car fondée sur la ressemblance, la similitude entre les membres ; la conscience collective y est forte et la tradition produit les normes et détermine la culture du groupe ; les activités sociales (productives, artistiques, politiques, etc.) sont peu diversifiées et donc peu spécialisées (mis à part les chamans, par exemple) ;
- les sociétés modernes où la combinaison des phénomènes d'urbanisation, d'industrialisation et d'extension du salariat favorise la multiplication des activités sociales et des métiers : le « travail social » est donc fortement divisé. Les individus se libèrent de la pression du groupe (moins de conscience collective, montée d'un individualisme positif) et c'est désormais la loi qui régit la vie en société. La solidarité subsiste cependant, mais elle relève désormais davantage de la gestion et/ou de l'encadrement des interdépendances entre individus et groupes sociaux (qui se développent avec la division du travail social) : Durkheim parle alors de « solidarité organique ».

Même s'il a relevé plusieurs formes de pathologie de la division du travail social en cette fin du XIXe siècle, Durkheim entend montrer comment les communautés humaines peuvent créer de nouvelles règles et de nouvelles formes de solidarité, face aux grands changements provoqués par la Révolution industrielle. On retrouve bien là l'une des grandes préoccupations du sociologue : l'« harmonie sociale ».
Cela peut aussi renvoyer à des aspects particuliers comme la division sexuée du travail, objet fréquent d'étude pour la sociologie et l'ethnologie : où il s'agit d'analyser et de comprendre la distribution institutionnelle ou coutumière des fonctions productives entre les sexes. Elle rend en particulier compte de l'institution et l'articulation entre les deux sphères d'activités distinctes que sont la vie et l'économie domestique et la vie et l'économie publique ou marchande.

### Division technique du travail
Historiquement, l'approfondissement et le perfectionnement du principe de division du travail sont associés à la croissance de la production économique, ainsi qu'à la montée du capitalisme et d'un système productif complexe. La division du travail accroît l'interdépendance économique et nécessite le développement du commerce. Sa mise en place va de pair avec l'apparition et le renforcement d'institutions instaurant la répartition des tâches et la circulation des biens : Ainsi la diffusion et l'usage de la monnaie ont facilité les échanges rendus incontournables par la spécialisation des opérateurs.
Intimement liée au machinisme, ce thème revient sur le devant de la scène à l'époque de la révolution industrielle. Les auteurs sont divisés sur la question de savoir qui du machinisme ou de la division du travail a constitué le facteur déclencheur du développement économique et social. Quelle que soit la réponse à cette question, le renforcement de la division du travail est patent : Mobilisation et spécialisation des compétences sont invoquées pour structurer le système de production en occupations différenciées. Ceci afin de mieux correspondre aux différentes aptitudes des êtres humains et aux environnements divers dans lesquels ils vivent et mieux satisfaire leurs préférences.

« Les talen[t]s et les goûts des hommes varient tellement qu'il ne se trouve pas de société, quelque petite qu'on la suppose, dans laquelle cette diversité ne se fasse remarquer. Or, chacun aime à se vouer de préférence, à la besogne pour laquelle il se sent du talent et du goût, et si tous suivent leur penchant, la division du travail se trouve établie »

— Heinrich Friedrich von Storch.
Au début du XXIe siècle, c'est l'étude au sein des filières, des entreprises, ou des processus économiques élémentaires, de la répartition du travail entre agents économiques, spécialisés dans des tâches ou des rôles spécifiques. C'est aussi une forme d'organisation contemporaine de la production industrielle, s'appuyant sur la décomposition du travail en tâches parcellaires, réparties entre plusieurs individus ou groupes d'individus spécialisés, afin d'augmenter la puissance productive d'un personnel souvent peu qualifié. On retrouve là les thèmes traités par les promoteurs de l'OST, l'Organisation scientifique du travail.

### Division internationale du travail
C'est l'étude de la répartition des activités économiques et des échanges de flux commerciaux entre pays ou catégories de pays. Ce thème est important :
- pour la théorie économique : depuis les premières analyses de David Ricardo, les économistes s'efforcent de comprendre le phénomène des échanges internationaux.
- pour l'étude de la dynamique du Développement et des flux qui se structurent entre Pays développés/ Pays émergents/ Pays en voie de développement/ Pays du Tiers ou du Quart Monde. (voir les thèmes d'analyse concernant les effets positifs d'entraînement, ou au contraire négatifs de domination, de détérioration des termes de l'échange…).
- pour l'organisation du Commerce international : voir notamment les négociations en cours dans le cadre mondial (OMC, Organisation mondiale du commerce), ou régional (en Europe : Union européenne).
- d'une manière plus globale : Effets de la mondialisation et du rééquilibrage entre les puissances traditionnelles (nations dites du Bloc occidental) et les puissances émergentes (désignées par le sigle BRIC : Brésil, Russie, Inde et Chine).